# Santuario de Ptoo
El santuario de Ptoo (en griego antiguo: Πτώϊον o Πτῷον, Πτῶον, en latín: Ptoum) es un antiguo santuario oracular griego en Beocia dedicado a Apolo Ptoo.
El santuario se encuentra en el noreste de Beocia, en la ladera del monte Ptoo (en griego: Πτώο/Ptóo), al este del antiguo lago Copaide, al norte del lago Iliki y ligeramente al este de la antigua ciudad de Acrefias . Los puntos más altos del Ptoo son los montes Petalás (781 m) al este y Pelagías (726 m) al oeste.
Las excavaciones llevadas a cabo por la Escuela Francesa de Atenas, inicialmente bajo la dirección de Maurice Holleaux a partir de 1885, descubrieron un número bastante elevado de estatuas arcaicas, entre ellas kuros del siglo VI a. C. y trípodes encontrados en diversos lugares de la zona del santuario.
La montaña está catalogada como zona protegida. 

## Oráculo de Apolo
El oráculo de Apolo Ptoo (en griego antiguo: Πτώϊος/Ptóïos) estaba situado a 3 km al noreste de Acrefias. El geógrafo Pausanias cuenta que originalmente era el oráculo del héroe local Ptoo, hijo del rey beocio Atamante  y de Temisto, sustituido posteriormente por Apolo, que adquirió el nombre de Ptoo como epíteto local. El héroe recibió su propio pequeño santuario en un lugar llamado Kastráki, a un kilómetro al oeste del emplazamiento original, que muestra signos de actividad humana desde el siglo VI al siglo IV a. C.
En el monte Ptoo quedan algunos restos de un asentamiento neolítico y heládico y de una fortaleza micénica, abandonada durante el periodo arcaico.

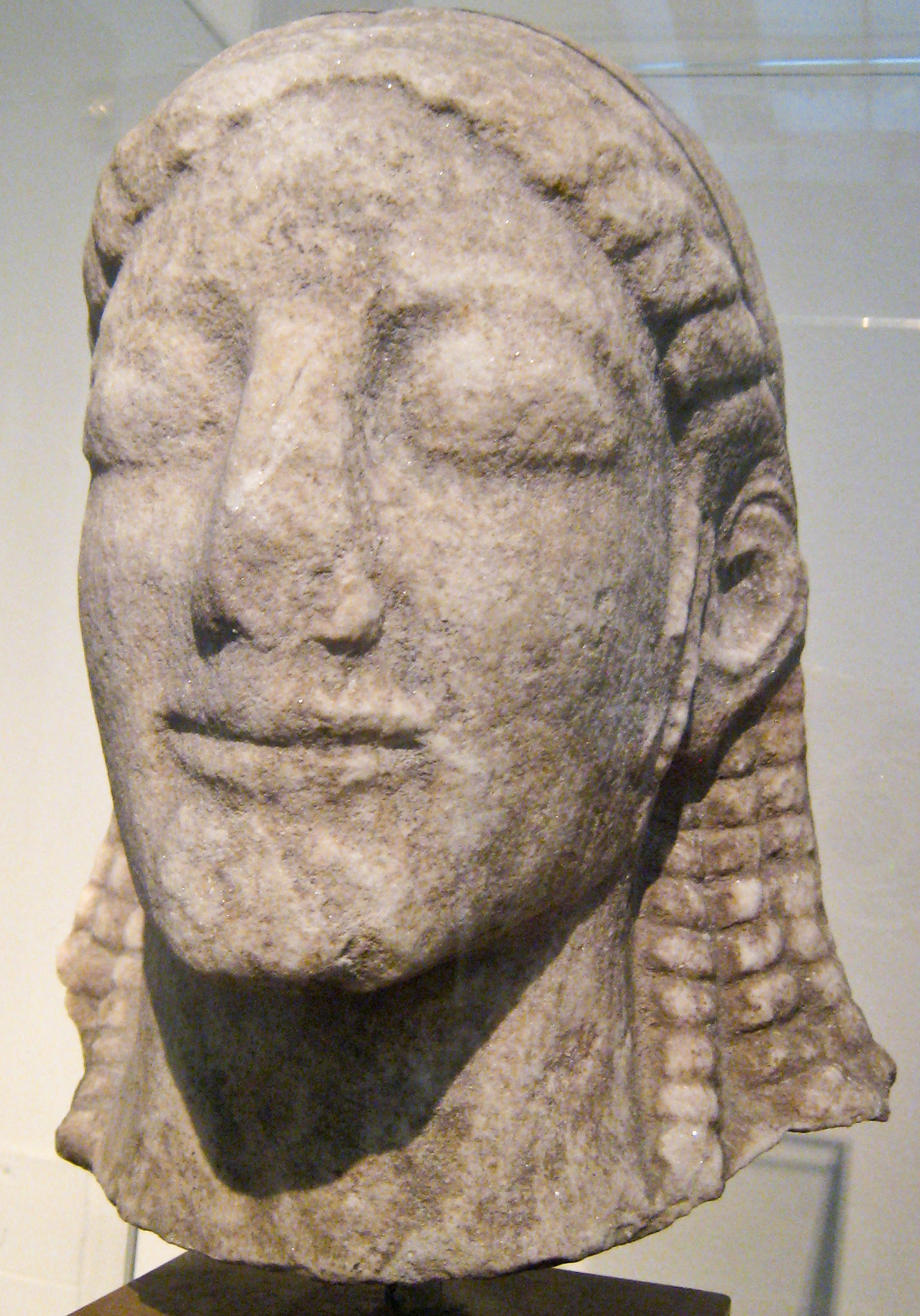
Cabeza de un kuros del templo de Apolo. Museo Arqueológico Nacional de Atenas.

El oráculo de Apolo es mencionado por Heródoto,que describe la visita de un natural de Europo llamado Mis (ὁ Μῦς, Μυός), enviado por el general persa Mardonio para obtener respuestas de varios oráculos: «al decir de los tebanos, en aquellos momentos se produjo un portento que se me antoja extraordinario: resulta que Mis de Europo, con ocasión del recorrido que estaba efectuando por todos los oráculos, se presentó también en el recinto sagrado de Apolo Ptoo. Este santuario, que recibe el nombre de «El Ptoo», pertenece a los tebanos y se halla situado al norte del lago Copaide, en el flanco de una montaña, muy cerca de la ciudad de Acrefias. Cuando este personaje, el llamado Mis, entró en dicho santuario, acompañado de tres ciudadanos designados oficialmente para anotar el vaticinio que fuera a dictar el dios, he aquí que, de improviso, el sacerdote se puso a profetizar en una lengua bárbara. Los tebanos que acompañaban a Mis, al oír un idioma bárbaro en vez de griego, se quedaron estupefactos y no sabían qué hacer ante lo que estaba ocurriendo. Entonces Mis de Europo les arrebató de las manos la tablilla que llevaban y consignó en ella lo que estaba diciendo el profeta, indicándoles que vaticinaba en lengua caria. Y una vez anotada la respuesta, se fue, regresando a Tesalia.»
Este episodio también es mencionado por Pausanias.
La zona, junto con el santuario  estuvo controlada por Tebas hasta el final del periodo clásico, como demuestran los restos de fortificaciones tebanas en las distintas cimas de la cordillera (pero no en el monte Ptoo). Más tarde, el santuario pasó a estar bajo el control de la Liga Beocia y posteriormente de Acrefias. Cuando Pausanias visitó el lugar en el siglo ̊II, el «oráculo infalible» ya no estaba activo.
Según un decreto de la Anfictionía de Delfos, a partir del año 228/226 a. C., cada cuatro años se celebraban cerca del oráculo las fiestas pentetéricas, las Ptoia, una competición musical en honor a Apolo. Las Ptoia (en griego antiguo: Πτώϊα/Ptóïa, plural neutro) se extinguieron a lo largo de los siglos, pero fueron restauradas bajo los emperadores de la dinastía Julio-Claudia, con los nombres latinos de Ptoia y Cæsarea (en griego antiguo: Πτώϊα καὶ Καισάρεια/Ptóïa kài Kaisáreia) y se celebró hasta principios del siglo III.
En la época bizantina, el santuario dio paso al monasterio cristiano de Agía Pelagía, que fue trasladado a la cima de la montaña durante el periodo otomano.

## Descubrimientos arqueológicos
|                                                                                |
| Kuros de Ptoo NAMA 10, aprox. 550 a. C. Museo Arqueológico Nacional de Atenas. |

|                        |
| Kuros de Ptoo NAMA 10. |

|                                                                                |
| Kuros de Ptoo NAMA 12, aprox. 520 a. C. Museo Arqueológico Nacional de Atenas. |

|                        |
| Kuros de Ptoo NAMA 12. |

Los restos del santuario del héroe Ptoo muestran la presencia de dos terrazas, la inferior dedicada al héroe, la superior a una deidad femenina no identificada: se trata de un templo estrecho del siglo IV a. C. construido sobre un edificio preexistente que data del siglo VII al siglo VI a. C..
El santuario de Apolo Ptoo estaba construido sobre tres terrazas. En la parte superior del yacimiento había un templo dórico períptero de 8 × 13 columnas de finales del siglo IV a. C., construido sobre los cimientos de un templo arcaico; la sede del oráculo estaba en la cueva oriental del manantial, donde los sacerdotes daban las respuestas. Se han encontrado restos de edificios auxiliares aquí y en los niveles inferiores. La importancia transregional del santuario en el periodo arcaico queda demostrada por el gran número de kuros y trípodes encontrados durante las excavaciones, conservados en el Museo Arqueológico de Tebas y en el Museo Arqueológico Nacional de Atenas.